# Johannes Czwalina

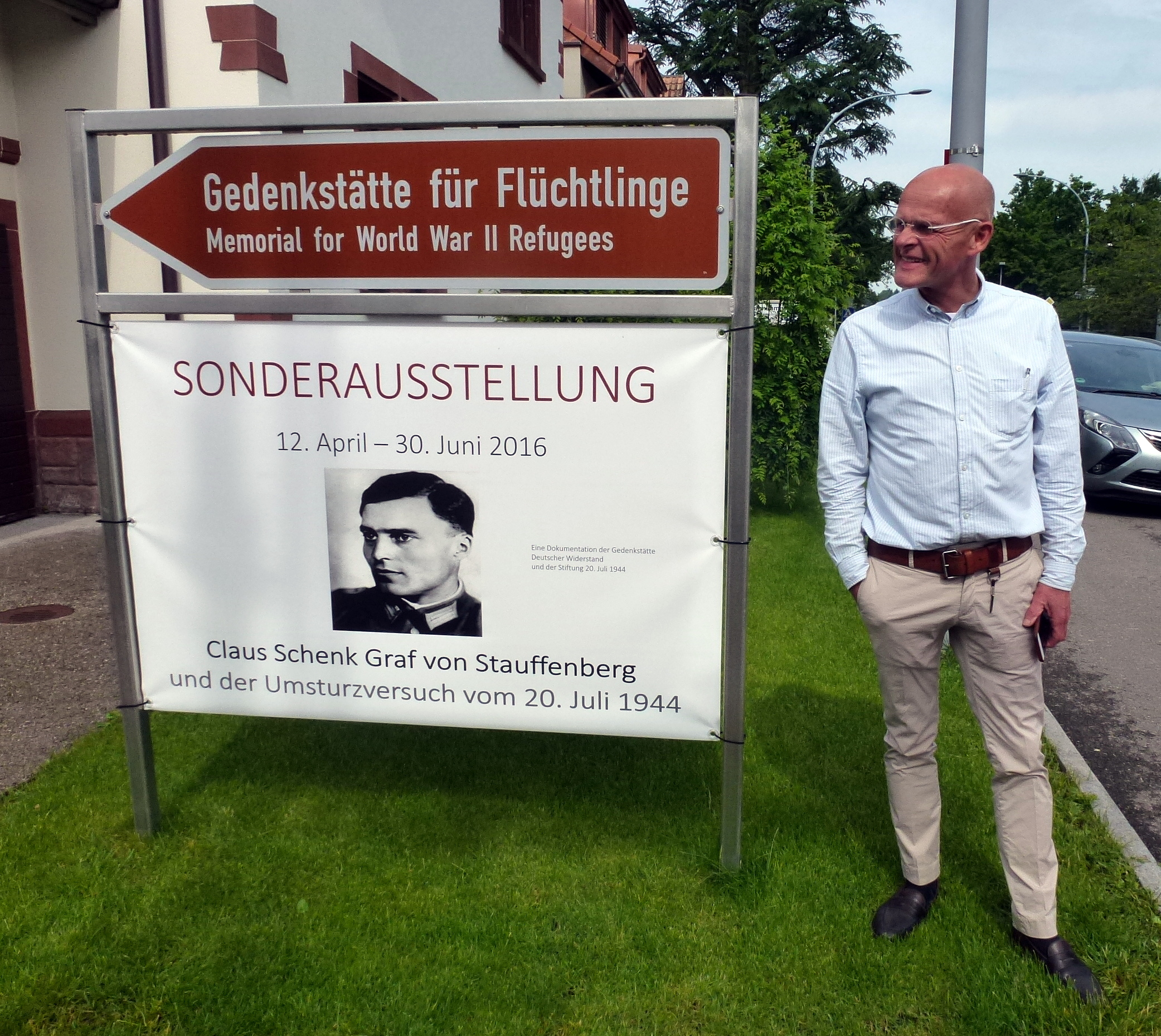
Johannes Czwalina vor der Gedenkstätte in Riehen

Johannes Czwalina (* 25. Mai 1952 in Berlin) ist ein Theologe, Autor und Unternehmensberater.

## Leben
Johannes Czwalina wurde als Sohn des Tierarztes Ingo Czwalina in Berlin geboren. Sein Großvater ist der Mathematikhistoriker und Übersetzer griechischer antiker Mathematik Arthur Czwalina. Nach dem altsprachlichen Abitur (Griechisch, Hebräisch, Latein) 1973 studierte er 1973–1974 an der Hebräischen Universität Jerusalem Archäologie. Von 1974 bis 1976 studierte er an der Staatsunabhängigen Theologische Hochschule Basel. Weiters studierte an der Universität Basel von 1976 bis 1980 Theologie und erwarb sein Diplom als Diplomtheologe am 1. April 1980. Die Ordination durch die Evangelisch-reformierte Kirche Basel-Stadt erfolgte am 13. Juni 1983.
1977 gründete er zusammen mit Robi Roth die Alban-Arbeit, eine City-Kirche unter dem Dach der evangelisch-reformierten Kirche. Während der 1970er und 1980er Jahre erlebte diese Arbeit einen großen Zustrom vor allem junger Leute. Sie gründete verschiedene soziale Werke wie zum Beispiel das Jugendzentrum E9 oder die Werkstätte Weizenkorn mit geschützten Arbeits- und Ausbildungsplätzen.
1990 begann Czwalina eine Beratungstätigkeit für Führungskräfte aus Wirtschaft und Politik und machte sich 1993 mit der CC Czwalina Consulting AG selbstständig. Gleichzeitig entstand die Gesellschaft zur Beratung von Führungskräften (GBF), welche Menschen begleitet, die durch Notsituationen eine Beratung nicht mehr bezahlen können. Czwalina arbeitet als Autor, Redner und Gesprächspartner bei Kongressen, Radio- und Fernsehsendungen.
Im Sommer 2010 bekam Czwalina ungefähr 100 Hassbriefe und mehrere Morddrohungen, weil er sich per Inserat anerbot, muslimischen Familien die Bussen der Basler Regierung zu zahlen, da sie sich aus ihrem Schamverständnis heraus geweigert hatten, ihre Töchter in den gemeinsamen Schwimmunterricht zu schicken. Czwalina zahlte die Bussen und strengte einen Prozess beim Europäischen Gerichtshof für Menschenrechte an, der allerdings 2017 entschied, dass die Schülerinnen den gemischtgeschlechtlichen Schwimmunterricht besuchen müssten.
Anfang 2011 eröffnete Czwalina zusammen mit Rudolf Geigy von der Esther-Foundation in einem ehemaligen Weichenstellerhaus der Reichsbahn die Gedenkstätte für Flüchtlinge, welche an die Schicksale der zumeist jüdischen Flüchtlinge an der Schweizer Grenze, an ihre Helfer und an die Zurückweisungen durch Schweizer Behörden während der NS-Herrschaft im Deutschen Reich erinnert. Eine von Czwalina angestrebte Zusammenarbeit mit dem Institut für Jüdische Studien der Universität Basel (IJS) wurde von dessen stellvertretendem Leiter Erik Petry abgelehnt, weil er einen distanzierten, wissenschaftlichen Zugang zum Thema erwartete, während Czwalina einen mehr emotionalen Weg verfolgte und die Zielsetzung einer Gedenkstätte eine andere als die eines Museums sei. Da die Stadt Basel ein eigenes Museum für Flüchtlingsgeschichte plante, kam auch eine Zusammenarbeit mit dem Jüdischen Museum der Schweiz nicht zustande. Das geplante Museum ist bis heute (Stand 2023) nicht realisiert worden.
Seit 2013 bestehen regelmäßige Gespräche über Themen der Zusammenarbeit mit dem Zentrum für jüdische Studien in Basel. Der israelische Botschafter hielt 2015 zum vierjährigen Bestehen der Gedenkstätte einen Vortrag über die aktuelle Situation Israels. Die Kooperation mit dem jüdischen Museum, der israelitischen Gemeinde und der Universität Basel wird angestrebt und weiter ausgebaut.

## Veröffentlichungen (Auswahl)
- Johannes Czwalina (Hrsg.): Die Wirklichkeit einblenden! Wege zum Frieden. Dittrich Verla, Weilerswist-Metternich 2017, ISBN 978-3-943941-71-5.
- Johannes Czwalina: Das Schweigen redet. Wann vergeht diese Vergangenheit. Joh. Brendow & Sohn Verlag, Moers 2013, ISBN 978-3-86506-462-2.
- Johannes Czwalina, Clemens Brandstetter: Vom Glück zu arbeiten. Warum eine würdevolle Beschäftigung so wichtig ist. Frankfurter Allgemeine Buch, Frankfurt am Main 2010, ISBN 978-3-89981-235-0.
- Johannes Czwalina: Karriere ohne Reue. So schaffen Sie Sinn und Lebensqualität trotz Leistungsdruck. Frankfurter Allgemeine Buch, Frankfurt am Main 2008, ISBN 978-3-89981-161-2.
- Johannes Czwalina: Wer mutig ist, der kennt die Angst. Ein leidenschaftliches Plädoyer für Zivilcourage in Wirtschaft und Gesellschaft. Joh. Brendow & Sohn Verlag, Moers 2008, ISBN 978-3-86506-212-3.
- Johannes Czwalina: Wenn ich noch mal anfangen könnte. Lebenswert leben. Joh. Brendow & Sohn Verlag, Moers 2006, ISBN 3-86506-097-8.
- Johannes Czwalina: Zwischen Leistungsdruck und Lebensqualität. Warum der Markt keine Seele hat... Who's Who Media-Projektgruppe, Oberursel 2003, ISBN 3-936963-00-2.
- Johannes Czwalina: Der Markt hat keine Seele. Frankfurter Allgemeine Buch, Frankfurt am Main 2002, ISBN 3-933180-78-3.
- Johannes Czwalina: Karriere ohne Sinn? Der Manager zwischen Beruf, Macht und Familie. Resch, Gräfelfing 1998, ISBN 3-930039-56-7.
- Johannes Czwalina, Wolfgang Benz, Dan Shambicco (Hrsg.): Nie geht es nur um Vergangenheit. Schicksale und Begegnungen im Dreiland 1933-1945. Dittrich Verlag, Berlin 2018, ISBN 978-3-947373-30-7.
- Johannes Czwalina, Dan Shambicco: Draussen spielt ein Leben. Riverfield Verlag, Basel 2019, ISBN 978-3-9524906-8-6.